# Aconitum nagarum
Aconitum nagarum är en ranunkelväxtart som beskrevs av Otto Stapf. Aconitum nagarum ingår i släktet stormhattar, och familjen ranunkelväxter.

## Underarter
Arten delas in i följande underarter:
- A. n. heterotrichum
- A. n. lasiandrum